# Polje (Cazin)
Polje falu Bosznia-Hercegovinában, a Bosznia-hercegovinai Föderáció Una-Szanai kantonjában.

## Fekvése
Bosznia-Hercegovina északnyugati részén, Bihácstól légvonalban 17, közúton 25 km-re északkeletre, Cazin központjától légvonalban 2, közúton 3 km-re délkeletre, a Celar-patak melletti dombos vidéken fekszik.

## Népessége
| Nemzetiségi csoport | Népesség 1991 | Népesség 2013 |
| ------------------- | ------------- | ------------- |
| Szerb               | 2             | 0             |
| Bosnyák             | 1614          | 1598          |
| Horvát              | 4             | 4             |
| Jugoszláv           | 6             | 0             |
| Egyéb               | 2             | 46            |
| Összesen            | 1628          | 1648          |

## Története
A település már középkorban is lakott volt, középkori keresztény templomának maradványai a Đulinac-hegy délkeleti lejtőjén találhatók.
A poljei muszlim gyülekezethez Centar, Hadžići, Ružnići, Čatakovići, Ikanovići, Begići, Redžići, Selimovići és Đulinac települések tartoznak. A Cazin - Stijena főút mentén található, három kilométerre Cazintól. A gyülekezet 380 háztartást számlál, és két mecsettel is rendelkezik: a régivel, amelyet „Vértanúszoba” néven múzeumi térré alakítottak, és az újjal, amely a gyülekezet vallási szükségleteit szolgálja. A régi mecset 1948-ban, míg az új 2002-ben épült, és hivatalosan is ugyanazon év augusztus 20-án adták át. 1948 óta van állandó imám szolgálat ebben a gyülekezetben, ahol eddig a következő imámok, khatibok és muallimok szolgáltak: Mustafa Pašić, Murat Sejfović, Muharem Memagić, Mujaga Majetić, Mujo Berillo, Šerif  Ćatić és Zarif Smajlović efendi, aki 1978 óta gyülekezet jelenlegi imámja.

## Nevezetességei
- Középkori templomának maradványai Redžići és Selimovići településrészek között, a Đulinac-hegy délkeleti lejtőjén találhatók. Az alapok egy 15x8 méteres területet határolnak. A templom keletelt volt, a keleti oldalán valószínűleg apszissal. Délkeleti sarkában egy 50x50 centiméteres sírkövet ástak ki, melynek domborművén csontváz volt ábrázolva. A feltárást Branka Raunig végezte.[5]

- A régi dzsámi 1948-ban épült, ma múzeumként működik.

- Az új dzsámi 2002-ben épült.